# ادوارد آلان ناپ
ادوارد آلان ناپ (انگلیسی: Edward Alan Knapp؛ زاده ۷ مارس ۱۹۳۲ درگذشته ۱۷ اوت ۲۰۰۹) یک فیزیک‌دان اهل ایالات متحده آمریکا بود و از سال ۱۹۸۲ تا ۱۹۸۴ مدیر بنیاد ملی علوم بود. ناپ مدرک دکترای خود را از دانشگاه برکلی کالیفرنیا گرفت.در سال ۱۹۷۸ وی به عنوان دانشمند مهمان در پروژه تبادل داده درباره ویژگی های اساسی ماده بین کشور های آمریکا و شوروی حضور داشت.در ۱۲ ژوئیه ۱۹۸۲ توسط رونالد ریگان جانشین ویلیام کلمپرر به عنوان دستیار مدیر بنیاد ملی علوم در زمینه ریاضی و فیزیک شد. در نوامبر سال ۱۹۸۲ او جانشین جان بروکس اسلاتر به عنوان مدیر کل بنیاد ملی علوم شد.او پس از مبارزه با سرطان لوزالمعده در خانه خود در سانتافه،نیومکزیکو در ۱۷ آگوست ۲۰۰۹ درگذشت.